# Fabrizio Poggi
Fabrizio Poggi (Voghera, 1º luglio 1958) è un cantautore e armonicista italiano, noto nel panorama blues italiano e internazionale, candidato ai Grammy Awards.
Con la sua band Chicken Mambo formata nel 1991, ha registrato diversi dischi, tra cui alcuni negli Stati Uniti, dove si è spesso esibito in concerto. Ha suonato anche nei principali festival italiani di blues.

## Biografia
Cantante e armonicista, scrittore e giornalista, candidato ai Grammy Awards, due volte candidato ai Blues Music Awards(gli Oscar del blues), Hohner Harmonicas Award, candidato ai Jimi Awards (gli Oscar di Blues411) come armonicista dell'anno, il suo disco Texas Blues Voices ha vinto il Jimi Award 2016 come miglior disco internazionale ed è stato candidato tra i migliori cinque album dell'anno 2016,  Fabrizio Poggi ha inciso 25 album, di cui cinque registrati negli Stati Uniti. Poggi ha suonato con artisti provenienti dal mondo del blues, del rock e della canzone d'autore tra cui Garth Hudson di The Band e Bob Dylan, The Blind Boys of Alabama, Marcia Ball, Jerry Jeff Walker, Zachary Richard, Flaco Jimenez, Charlie Musselwhite, Kim Wilson, Little Feat, John P. Hammond, Bob Margolin, Eric Bibb, Guy Davis (con il quale ha inciso “Juba Dance”), Ronnie Earl, Ruthie Foster, Mike Zito, Carolyn Wonderland, Steve Cropper, The Blues Brothers Band, Richard Thompson, Sonny Landreth,  Billy Joe Shaver, Augie Meyers, Ponty Bone, Otis Taylor e tanti altri.
Le prime registrazioni di Fabrizio Poggi negli Stati Uniti risalgono al 1997 quando registra in Texas Nuther world.
È stato tra i primi artisti italiani a sostenere lunghi tour nel continente americano.
Tra il 1998 e il 2002 suona in Texas e Louisiana. Tra i locali che ospitano le sue performance: House of Blues di New Orleans, Antone's e Threadgill's a Austin, Doctor Rockit's a Corpus Christi, Gruene Hall e Luckenbach.
Nel 2006 si esibisce al Center for Southern Folklore di Memphis, e nei juke-joint del Mississippi. In quell'occasione suona al Ground Zero, al Red's Lounge di Clarksdale, al Walnut Street Blues Bar di Greenville, al Blue Parrot di Greenwood. Nello stesso anno partecipa alla trasmissione televisiva Live at 9 trasmessa da Memphis dalla rete statunitense CBS, ed è ospite al programma radio “King Biscuit Time”.
Nel 2005 incide con Enrico Ruggeri, e suona dal vivo con Eugenio Finardi e Gang.
Nel 2008 pubblica Mercy che viene eletto disco italiano dell'anno dalla rivista Buscadero.
Nel 2010 esce Spirit & Freedom, registrato in gran parte negli Stati Uniti. Il disco si avvale di molti ospiti: The Blind Boys Of Alabama, Flaco Jimenez, Garth Hudson (The Band), Charlie Musselwhite, Augie Meyers, Eric Bibb, Guy Davis, Billy Joe Shaver, Tish Hinojosa, Mickey Raphael, Kevin Welch, Debbi Walton, Nora Guthrie (la figlia di Woody Guthrie) e tanti altri.
Nel 2011 esce Live in Texas, un album registrato interamente dal vivo in Texas. Tra i musicisti ospiti del disco: Flaco Jimenez, Marcia Ball, Floyd Domino, Ponty Bone, Debbi Walton, Tommy Elskes e tanti altri. Ha pubblicato due libri: Il soffio dell'anima: armoniche e armonicisti blues edito da Ricordi nel 2005, e Angeli perduti del Mississippi:Storie e leggende del blues, edito da Meridiano Zero nel 2010, con la copertina disegnata da Robert Crumb e la prefazione di Ernesto De Pascale. La rivista statunitense Blues Revue nel 2011 e nel 2012 sceglie brani tratti dai dischi di Fabrizio Poggi per inserirli nel cd allegato alla rivista, accanto a: North Mississippi All Stars, Mavis Staples, Ruthie Foster, Bob Margolin.
Nel maggio del 2012 esce Harpway 61, un disco strumentale dedicato all'armonica. Tutti i proventi ottenuti dalla vendita dell'album sono devoluti a scopo benefico alla Blues Foundation di Memphis.
Nel febbraio 2013 viene pubblicato Spirit of Mercy una raccolta dei brani blues e spiritual contenuti negli album Mercy e Spirit & Freedom.
L'attore e musicista Dan Aykroyd, l'Elwood Blues dei Blues Brothers, nella sua trasmissione radio "TheBluesMobile” ha definito Fabrizio Poggi uno straordinario armonicista
Nel settembre del 2013, presentato in anteprima alla Bbc di Londra, esce Juba Dance disco del musicista afroamericano Guy Davis nel quale Fabrizio Poggi appare sia come musicista sia come produttore artistico. Il disco giunge al primo posto nella classifica dei dischi più trasmessi dalle radio americane.
Juba Dance è stato candidato ai Blues Music Awards 2014 come miglior album acustico dell'anno

Nell'ottobre del 2014 esce per l'Appaloosa Records, Spaghetti Juke Joint con ospiti: Ronnie Earl, Sonny Landreth e Bob Margolin.
Nel settembre del 2015 esce per l'Appaloosa Records, Il soffio della libertà: il blues e i diritti civili. Una marcia da Selma ai giorni nostri.
Nel febbraio del 2016 suona con Guy Davis alla Carnegie Hall di New York per il Lead Belly Fest insieme a grandi artisti come Eric Burdon, Buddy Guy, Marky Ramone e tanti altri.
Nel settembre del 2016 esce per l'Appaloosa Records, Texas Blues Voices con ospiti: Ruthie Foster, Mike Zito, W.C. Clark, Carolyn Wonderland, Lavelle White, Bobby Mack, Shelley King, Mike Cross e Guy Forsyth.
Nel gennaio 2017 suona sulla Legendary Blues Cruise con Guy Davis, Taj Mahal, Irma Thomas, Ruthie Foster e tanti altri grandi artisti.
Nel marzo 2017 esce per la MC Records il nuovo disco con Guy Davis Sonny & Brownie's last train. A look back to Brownie McGhee and Sonny Terry, di cui è anche produttore artistico. Il disco rimane per quattro settimane primo nella classifica dei dischi di acoustic blues più trasmessi dalle radio americane
Nell'aprile del 2017 ha tenuto anche diversi concerti lezione alla prestigiosa Berklee Music University di Boston.
Nel novembre 2017 viene candidato ai Grammy Awards 2018 per il disco "Sonny & Brownie's last train" registrato con Guy Davis. Il disco è tra i cinque migliori album della categoria Best Traditional Blues Album insieme ai Rolling Stones, Eric Bibb, Elvin Bishop e R.L. Boyce.
Nel maggio 2018 viene candidato per la seconda volta ai Blues Music Awards 2018 per il disco prodotto e registrato con Guy Davis "Sonny & Brownie's last train"  come miglior album acustico dell'anno.

Nel giugno 2018 riceve il FIM Award il prestigioso riconoscimento che dal 2013 viene assegnato ai grandi nomi della musica italiana e internazionale - in quanto “Artista poliedrico italiano internazionale in equilibrio tra folk e blues”.

Nel settembre 2018 partecipa alla European Blues Cruise 
Nel dicembre 2018 riceve il Sigillo D'Oro Benemerito dalla Camera di Commercio di Pavia "per le particolari benemerenze acquisite nell'attività svolta a favore dello sviluppo economico e sociale del territorio"

Nel maggio 2019 partecipa al TEDx Modena

Nel dicembre 2019 riceve la Benemerenza della città di Voghera "Summa Viqueria"

Nel giugno 2020 esce per l'Appaloosa Records, "For you"

Nel dicembre 2020 viene eletto Artista dell'Anno dalla rivista americana Bluebird Reviews

Nel gennaio 2021 appare sulla copertina della rivista americana e internazionale Blues Blast Magazine unico europeo a ricevere tale riconoscimento

Nel febbraio 2021 appare sulla copertina della rivista italiana Oltre

Nel maggio 2021 esce per l'Appaloosa Records, "Hope"

Nel maggio 2022 viene intervistato da Falcon Merlino all'interno del programma "WOW Che Blues Da Sogno" di Radio Lupo Solitario.
Nel giugno 2022 riceve da Spaziomusica una targa di riconoscimento "Per aver portato il blues a Pavia e da Pavia nel mondo". 

Nel novembre 2022 esce per l'Appaloosa Records, "Basement Blues"

Nel maggio 2023 riceve il premio alla carriera al Milano Harmonica Rumble 
Nel giugno 2024 esce "BELIEVE. Conversazioni con Fabrizio Poggi di Serena Simula, Arcana Edizioni 
Nel giugno 2024 esce il singolo "EVERY LIFE MATTERS" Fabrizio Poggi with Shar White 
Nel giugno 2024 viene insignito dal Presidente della Repubblica Sergio Mattarella dell'Onorificenza di Cavaliere al Merito della Repubblica Italiana per meriti artistici 
Nel novembre 2024 esce per l'Appaloosa Records il nuovo vinile "HEALING BLUES" Fabrizio Poggi 

### Album
Solista
- 2003 - L'armonica a bocca: il violino dei poveri - (Adolescere)
- 2003 - Armonisiana - (Ultrasound Records)
- 2012 - Harpway 61 - (Blues Foundation, Memphis - USA)
- 2015 - Il soffio della Libertà: il blues e i diritti civili  - (Appaloosa Records)
- 2016 - Fabrizio Poggi - Compilation 2016 con inediti - (Paviaphone)
- 2016 - Texas Blues Voices - (Appaloosa Records)
- 2020 - For You - (Appaloosa Records)
- 2022 - Basement Blues - (Appaloosa Records)
- 2024 - Healing Blues - (Appaloosa Records)

Con i Chicken Mambo
- 1993 - Mississippi Moon  – (Music On)
- 1995 - Under the Southern Sky - (Bon Ton Roulet)

Come Fabrizio Poggi & Chicken Mambo
- 1997 - Heroes & Friends - (Bon Ton Roulet)
- 1999 - Nuther World - (Club de Musique)
- 2001 - Songs for Angelina - (Music on)
- 2006 - Still Alive! - (Ultrasound Records)
- 2008 - Mercy -  (Ultrasound Records)
- 2010 - Spirit & Freedom - (Ultrasound Records)
- 2011 - Live in Texas - (Ultrasound Records) CD + DVD
- 2013 - Spirit of Mercy: a collection - (Ultrasound Records)
- 2014 - Spaghetti Juke Joint - (Appaloosa Records)

Con i Turututela
- 2002 - Canzoni popolari - (Dunya/Felmay)
- 2006 - La storia si canta - (Dunya/Felmay)

Con Francesco Garolfi
- 2006 - The Breath of Soul - (Ultrasound Records)

Con Guy Davis
- 2013 - Juba Dance - (DixieFrog / Europe - MC Records / USA)
- 2017 - Sonny & Brownie's last train - (MC Records / USA)

Con Enrico Pesce
- 2021 - Hope - (Appaloosa Records)

### Partecipazioni

#### Album
- Punk prima di te - Enrico Ruggeri
- Rock 'n' Rouge - Enrico Ruggeri
- Amore e Guerra - Enrico Ruggeri
- Sogni e tradimenti - Renato Franchi
- Careless Moonlight - Mike Blakely
- West of You - Mike Blakely
- Down in Texas - Don McCalister
- All the Colours of My Blues - Mauro Sbuttoni
- Valigie di cartone - Germano Di Mattia
- The Rarest of the Breed - Mike Blakely
- The Hardest Truth - Penny Ney
- Sweet State of Mind  - Debbi Walton
- Kokomo Kidd - Guy Davis
- Merry Christmas - The Joey Williams Project (The Blind Boys of Alabama)
- Finestre - Renato Franchi & Orchestrina del Suonatore Jones
- Le sette note del contrappasso - Matteo Bordiga
- Semplicemente Sacher - Sacher Quartet
- 50/50 - Mora & Bronski
- Oggi, Mi meritavo il mare - Renato Franchi & Orchestrina del Suonatore Jones
- Memphisto - Hubert Dorigatti
- Border guards - Katleen Scheir
- On the other side of the water - Luca Burgalassi
- A - Blindur
- Morning Songs & Midnight Lullabies - Gospel Book Revisited
- Stop - Hubert Dorigatti
- Country Blues From Nepal - Prakash Slim
- Piccolo Romanticismo Scapigliato - Verdecane
- La luna del giorno dopo - Tiziano Cantatore

#### Raccolte
- Papaveri Rossi
- For You - A Tribute to Bruce Springsteen
- In terra Zapatista
- Bar Italia
- Soffi d'ancia
- Celtica Volume 29
- Suoni dal mondo
- Concerto per il centenario della Cigl
- Concerto per la costituzione nata dalla Resistenza
- Deep Down Blues 2
- X-mas Evergreen Gospel Essentials, Vol. 2
- Acoustic Sunday Afternoon
- Blues Revue Cd Sampler Compilation April 2011 con il brano I'm On My Way
- Blues Revue Cd Sampler Compilation April 2012 con il brano King Biscuit Time
- Natale Pop 2000-2001-2002 Paviaphone
- The Blues Masters An Italian Tribute - AAVV

## Opere
- L'armonica a bocca: il violino dei poveri - (Adolescere)
- Il soffio dell'anima: armoniche e armonicisti blues - (Master Music - Ricordi - Universal Music)
- I cantastorie: una strada lunga una vita - (Ceo Cooperativa Editoriale)
- Angeli perduti del Mississippi: storie e leggende del blues - (Meridiano Zero)

### Prefazioni e partecipazioni
- La voce, la chitarra e l'altoforno di Davide Battaglia
- Electric Requiem - Biografia a fumetti di Jimi Hendrix di Mattia Colombara e Gianluca Maconi - (Hazard Edizioni)
- La mia prima volta con Fabrizio De André – 515 Storie di Daniela Bonanni e Gipo Anfosso (Ibis)

## Riconoscimenti
- Eletto Artista dell'Anno per la rivista americana Bluebird Reviews[51]
- Candidato ai Grammy Awards 2018[52]
- Candidato ai Blues Music Awards 2018 (gli Oscar del blues)[53]
- Benemerenza Summa Viqueria della città di Voghera[54]
- Sigillo D'Oro Benemerito della Camera di Commercio di Pavia[55]
- Candidato ai Blues Blast Music Awards 2017 (gli Oscar di Blues Blast)[56]
- Premio Oscar Hohner Harmonicas[57]
- Candidato ai Jimi Awards 2016 (gli Oscar di Blues411) come armonicista dell'anno[58]
- Vincitore del Jimi Awards 2016 (gli Oscar di Blues411) Texas Blues Voices miglior disco internazionale[59]
- Candidato ai Jimi Awards 2015 (gli Oscar di Blues411) come armonicista dell'anno[60]
- Citato nel libro di Massimo Carlotto "La banda degli amanti" Edizioni e/o 2015[61]
- Citato nel libro di Massimo Carlotto "Per tutto l'oro del mondo" Edizioni e/o 2015[62]
- Candidato ai Blues Music Awards 2014 (gli Oscar del blues)[63]
- Candidato ai Jimi Awards 2014 (gli Oscar di Blues411) come armonicista dell'anno[64]
- "Mercy" di Fabrizio Poggi & Chicken Mambo è stato eletto disco italiano dell'anno 2008 dai lettori della rivista Buscadero[65].